# Паламар Лариса Максимівна
Лариса Максимівна Паламар (23 липня 1936, с. Козичанка, Бишівський р-н, Київська обл. — 6 грудня 2010, Київ) — український мовознавець, педагог.

## Біографічні відомості
Народилася в Козичанці. У 1959 закінчила філологічний факультет Київського університету (спеціальність: українська мова та література). У 1969 захистила дисертацію на ступінь кандидата філологічних наук, 1997 — доктора педагогічних наук.
У Київському університеті обіймала посади викладача (1967—1969), старшого викладача (1969—1978), доцента (1978—1989) кафедри російської мови підготовчого факультету (1978—1989).
Ініціатор створення та професор (із 2000) і завідувач (1990—2001) кафедри української філології для неспеціальних факультетів філологічного факультету (з 2001 — Інституту філології). Читала курси: «Сучасна українська мова», «Мова ділових паперів».
Померла в Києві, похована на кладовищі с. Козичанка.

## Наукова діяльність
Досліджувала українську наукову термінологію, питання методики викладання української мови іноземцям, проблеми формування мовної особистості.
Творча спадщина — близько 250 наукових праць, з‑поміж яких:
- Практичний курс української мови. Поглиблений етап вивчення. К., 1995;
- Лінгводидактичні основи формування україномовної особистості: Практичний посібник. К., 1997;
- Мова ділових паперів. К., 2000 (у співавт.).